# Озеренск (Глинковский район)
Озеренск  — деревня в Смоленской области России, в Глинковском районе. Население – 14 жителей (2007 год) . Расположена в центральной части области в 13 км к юго-востоку от села Глинка, в 4 км южнее автодороги Р96 Новоалександровский (А101) — Спас-Деменск — Ельня — Починок, на правом берегу реки Стряна. В10 км севернее деревни железнодорожная станция 524-й км на линии Смоленск — Сухиничи. Входит в состав Бердниковского сельского поселения. На противоположном берегу Стряны находится одноимённая деревня Ельнинского района. 

## История
В годы Великой Отечественной войны деревня была оккупирована гитлеровскими войсками в июле 1941 года, освобождена в ходе Ельнинско-Дорогобужской операции в 1943 году.

## Экономика
Фермерское хозяйство «Озеренск» .